# IX Legislatura del País Valencià
La IX Legislatura del País Valencià va començar l'11 de juny de 2015, data en la qual es van constituir les noves Corts Valencianes després del triomf de les diferents forces d'esquerra en les eleccions a les Corts Valencianes celebrades el 24 de maig de 2015. El consell de la Generalitat Valenciana va ser presidit per Ximo Puig, i va comptar amb consellers i conselleres procedents del PSPV-PSOE i Compromís.

## Eleccions
Les eleccions a les Corts Valencianes corresponents a la IX Legislatura se celebraren el 24 de maig de 2015. Van ser convocades el 31 de març de 2015, després de publicar-se en el DOCV el Decret firmat el 30 de març de 2015 pel President de la Generalitat Valenciana Alberto Fabra, amb la deliberació prèvia del Consell de la Generalitat Valenciana.
El resultat que oferí la contesa electoral fou una victòria del Partit Popular de la Comunitat Valenciana amb el 26,25% dels vots i 31 escons que no foren suficients per a obtindre la majoria absoluta que aglutinaren els partits d'esquerra al voltant de la candidatura a la presidència del socialista Ximo Puig. El Partit Socialista del País Valencià-PSOE aconseguí el 20,30% dels vots i 23 escons i Compromís el 18,19% dels vots i 19 escons. A més, altres dos candidatures van obtindre representació en la cambra, entrant per primera vegada Ciutadans i Podem, amb 13 escons cadascun. Pel que fa a Esquerra Unida del País Valencià, amb un 4,26% dels vots va quedar fora de Les Corts al no arribar al 5% dels vots necessaris.
| 71'14% | ' |

| 71'14% | ' |

| 28'66% | ' |

| 28'66% | ' |

| 26'99% | ' |

| 26'99% | ' |

| 20'87% | ' |

| 20'87% | ' |

| 18'70% | ' |

| 18'70% | ' |

| 12'66% | ' |

| 12'66% | ' |

| 11'55% | ' |

| 11'55% | ' |

| 4'38% | ' |

| 4'38% | ' |

| 97'24% | ' |

| 97'24% | ' |

| 1'36% | ' |

| 1'36% | ' |

| 98'60% | ' |

| 98'60% | ' |

| 1'40% | ' |

| 1'40% | ' |

## Institucions

### Corts Valencianes

#### Grups parlamentaris
Les Corts Valencianes es constituïren l'11 de juny de 2015 amb un total de 5 grups parlamentaris, corresponents a les 5 forces polítiques que obtingueren representació a les eleccions: PPCV, PSPV-PSOE, Compromís, Ciutadans i Podem
| Grups Parlamentaris de la IX Legislatura en el moment de constitució de la cambra (11 juny de 2015) | |                 |        |
| Grup parlamentari                                                                                   | Partits | Síndic          | Escons |
| Grup Popular                                                                                        | Partit Popular de la Comunitat Valenciana (PPCV) | Alberto Fabra   | 31     |
| Grup Socialista                                                                                     | Partit Socialista del País Valencià (PSPV-PSOE) | Manuel Mata     | 23     |
| Grupo Compromís                                                                                     | Coalició Compromís (Compromís) Bloc Nacionalista Valencià (BLOC): 9 Iniciativa del Poble Valencià (IdPV): 5 Gent de Compromís (GdC): 3 VerdsEquo del País Valencià (Verds): 2 | Mònica Oltra    | 19     |
| Grup Ciutadans                                                                                      | Ciutadans – Partit de la Ciudadania (C's) | Carolina Punset | 13     |
| Grup Podem                                                                                          | Podem Comunitat Valenciana (Podem) | Antonio Montiel | 13     |
| Font: Corts Valencianes                                                                             | |                 |        |

La primera modificació en la composició dels grups s'inicia amb el canvi de síndic-portaveu al Grup Parlamentari Compromís el 2 de juliol de 2015 en què Mónica Oltra, que havia estat nomenada vicepresidenta i consellera d'Igualtat i Polítiques Inclusives dies abans, cedeix el càrrec a Fran Ferri.
El Grup Parlamentari Popular nomena a Isabel Bonig nova síndic el 3 d'agost de 2015 després de la renúncia d'Alberto Fabra, designat senador territorial per les Corts Valencianes.
El 17 de gener de 2017 el Grup Parlamentari Podem expulsa la diputada Covadonga Peremarch que passa a formar el grup de diputades i diputats no adscrits. El motiu de l'expulsió de la diputada s'inscriu en la crisi del partit Podem i el seu procés de primàries a la ciutat d'Alacant. D'esta forma el grup parlamentari Podem es queda en 12 escons i s'obri un nou grup parlamentari a les Corts Valencianes amb la diputada no adscrita.
| Grups Parlamentaris de la IX Legislatura (febrer de 2016) | |                 |        |
| Grup parlamentari                                         | Partits | Síndic          | Escons |
| Grup Popular                                              | Partit Popular de la Comunitat Valenciana (PPCV) | Isabel Bonig    | 31     |
| Grup Socialista                                           | Partit Socialista del País Valencià (PSPV-PSOE) | Manuel Mata     | 23     |
| Grupo Compromís                                           | Coalició Compromís (Compromís) Bloc Nacionalista Valencià (BLOC): 9 Iniciativa del Poble Valencià (IdPV): 5 Gent de Compromís (GdC): 3 VerdsEquo del País Valencià (Verds): 2 | Fran Ferri      | 19     |
| Grup Ciutadans                                            | Ciutadans – Partit de la Ciudadania (C's) | Alexis Marí     | 13     |
| Grup Podem                                                | Podem Comunitat Valenciana (Podem) | Antonio Montiel | 12     |
| Grup de Diputats/es No Adscrits/es                        | |                 | 1      |
| Font: Corts Valencianes                                   | |                 |        |

El 5 de febrer de 2016 Carolina Punset síndica del grup Ciutadans a les Corts renuncia al seu escó per a ser diputada al Parlament Europeu i és substituïda a la sindicatura de grup pel diputat Alexis Marí. El mateix Marí abandonà el grup parlamentari de Ciutadans el 26 d'abril de 2017 junt a 3 diputats més (David de Miguel, Domingo Rojo i Alberto García) que passen al grup de diputats/es no adscrits/es. Mari Carmen Sánchez és la síndic de Ciutadans a partir de l'eixida de Punset fins al final de legislatura.
El síndic del grup Podem a les Corts Antonio Montiel va deixar el càrrec de portaveu en favor d'Antonio Estañ el 5 de setembre de 2017, guanyador aquest darrer del procés intern a Podem que el portà a la secretaria general del partit.
| Grups Parlamentaris de la IX Legislatura (setembre de 2017) | |                   |        |
| Grup parlamentari                                           | Partits | Síndic            | Escons |
| Grup Popular                                                | Partit Popular de la Comunitat Valenciana (PPCV) | Isabel Bonig      | 31     |
| Grup Socialista                                             | Partit Socialista del País Valencià (PSPV-PSOE) | Manuel Mata       | 23     |
| Grup Compromís                                              | Coalició Compromís (Compromís) Bloc Nacionalista Valencià (BLOC): 9 Iniciativa del Poble Valencià (IdPV): 5 Gent de Compromís (GdC): 3 VerdsEquo del País Valencià (Verds): 2 | Fran Ferri        | 19     |
| Grup Podem                                                  | Podem Comunitat Valenciana (Podem) | Antonio Estañ     | 12     |
| Grup Ciutadans                                              | Ciutadans – Partit de la Ciudadania (C's) | Mª Carmen Sánchez | 9      |
| Grup de Diputats/es No Adscrits/es                          | |                   | 5      |
| Font: Corts Valencianes                                     | |                   |        |

#### Mesa de les Corts
La mesa del parlament, encarregada d'adoptar totes les decisions i les mesures per a l’organització del treball i el règim i el govern interiors de la cambra, així com elaborar i aprovar els Estatuts de govern i règim interior de les Corts Valencianes entre d'altres funcions, està integrada per la presidència de les Corts, dues vicepresidències i dues secretaries.
El 24 de juny és nomenada la Mesa amb la presidència del socialista Francesc Colomer, tot i que va dimitir 20 dies després per a deixar pas a Enric Morera (Compromís), segons els acords suscrits pels dos partits polítics en el marc de l'Acord del Botànic.
| Membres de la Mesa de les Corts de la IX Legislatura |                        |                        |                        |
| Càrrec                                               | Data                   | Data                   | Data                   |
| Càrrec                                               | 24 juny 2015           | 3 juliol 2015          | 4 abril 2018           |
| Presidència                                          | Francesc Colomer       | Enric Morera           | Enric Morera           |
| Vicepresidència primera                              | Enric Morera           | Carmen Martínez        | Carmen Martínez        |
| Vicepresidència segona                               | Alejandro Font de Mora | Alejandro Font de Mora | Alejandro Font de Mora |
| Secretaria primera                                   | Emilio Argüeso         | Emilio Argüeso         | Emilio Argüeso         |
| Secretaria segona                                    | Marc Pallarés          | Marc Pallarés          | Irene Gómez Santos     |
| Font: Corts Valencianes                              |                        |                        |                        |

#### Representació al Senat espanyol per designació
Una de les funcions que exerceixen les Corts Valencianes és la designació dels senadors i senadores que han de representar al País Valencià, conforme al que es preveu en la Constitució espanyola i en la forma que determine la Llei de Designació de Senadors en representació de la Comunitat Valenciana.
La votació a la sessió plenària de les Corts Valencianes es realitzà el 16 de juliol de 2015, tot i que la designació no es feu efectiva fins al 22 de juliol. El resultat de la votació va ser el següent: els senadors del PP han obtingut 31 suports; el PSPV, 23; Compromís, 18; Ciutadans, 13; i Podem, 13. En tots els casos coincideix amb el nombre dels seus representants en la cambra, excepte Compromís, que compta amb 19 escons, però que ha obtingut un vot menys per l'absència del diputat i conseller d'Economia Rafael Climent. Per tant, la llista de senadors designats per les Corts Valencianes va quedar de la següent forma:
| Resultat de la votació a les Corts Valencianes per a la designació de la representació al Senat espanyol |                          |                           |         |
| | Titulars                 | Suplents                  | Suports |
| | Alberto Fabra Part       | Alfonso Ferrada Gómez     | 31      |
| Rita Barberà Nolla                                                                                       | Antonio Clemente Olivert | 31                        |         |
| | Joan Lerma i Blasco      | Ana Besalduch Besalduch   | 23      |
| | Carles Mulet García      | Alba Encinas i Ruiz       | 18      |
| | Luis Crisol Lafront      | Domingo Lorenzo Rodríguez | 13      |
| | Pilar Lima Gozálvez      | Rubén Martínez Dalmau     | 13      |
| Font: Senat d'Espanya                                                                                    |                          |                           |         |

### Presidència de la Generalitat Valenciana
Les votacions per a la investidura del President de la Generalitat en les Corts Valencianes es van celebrar el 25 de juny de 2015. El candidat socialista Ximo Puig va rebre el suport de 50 diputades i diputats (just la majoria absoluta) provinents del PSPV-PSOE, Compromís i part de Podem per a ser investit en primera votació. Les i els representants de PP i Ciutadans (44) votaren en contra.
Podem va optar perquè s'abstingueren els caps de llista de les tres circumscripcions, entre ells el seu síndic parlamentari, Antonio Montiel, així com la portaveu adjunta Fabiola Meco Tébar i la diputada Covadonga Peremarch argumentant que es tractava d'un suport "crític i condicionat".
| Resultat de la votació d'investidura del President de la Generalitat Valenciana Majoria absoluta: 50/99 |                                                        |      |    |    |    |    |   |         |
| Candidat                                                                                                | Data                                                   | Vot  |    |    |    |    |   | Total   |
| Ximo Puig (PSPV-PSOE)                                                                                   | 25 de juny de 2015 Majoria requerida: Absoluta (50/99) | 1    |    | 23 | 19 |    | 8 | 50 / 99 |
| Ximo Puig (PSPV-PSOE)                                                                                   | 25 de juny de 2015 Majoria requerida: Absoluta (50/99) | No   | 31 |    |    | 13 |   | 44 / 99 |
| Ximo Puig (PSPV-PSOE)                                                                                   | 25 de juny de 2015 Majoria requerida: Absoluta (50/99) | Abs. |    |    |    |    | 5 | 5 / 99  |
| Font: Corts Valencianes                                                                                 |                                                        |      |    |    |    |    |   |         |

### Consell de la Generalitat
És el president de la Generalitat Valenciana l'encarregat del nomenament de les persones que formaran part del Consell o govern de la Generalitat. En la IX Legislatura el Consell va estar format per conselleres i consellers provinents del PSPV-PSOE, Compromís i persones independents a proposta dels dos partits. Varen prendre possessió dels seus càrrecs el 30 de juny de 2015 i ho feren totes i tots en valencià.
L'únic canvi en la composició del Consell que es va registrar durant la legislatura es produí el 7 de juny de 2018 amb la baixa de la consellera de Sanitat Universal i Salut Carmen Montón (PSPV) que va ser nomenada ministra de Sanitat al govern espanyol del president Pedro Sánchez.
| Composició del Consell de la Generalitat Valenciana                             |  |                                |             |              |              |
| Càrrec                                                                          |  | Nom                            | Partit      | Inici        | Final        |
| Presidència                                                                     |  | Joaquim Puig i Ferrer          |             | 25 juny 2015 | 17 juny 2019 |
| Vicepresidència                                                                 |  | Mónica Oltra i Jarque          |             | 30 juny 2015 | 17 juny 2019 |
| Portaveu del Consell                                                            |  | Mónica Oltra i Jarque          |             | 30 juny 2015 | 17 juny 2019 |
| Conselleria d'Igualtat i Polítiques Inclusives                                  |  | Mónica Oltra i Jarque          |             | 30 juny 2015 | 17 juny 2019 |
| Conselleria d'Hisenda i Model Econòmic                                          |  | Vicent Soler i Marco           |             | 30 juny 2015 | 17 juny 2019 |
| Conselleria d'Economia Sostenible, Sectors Productius, Comerç i Treball         |  | Rafael Climent González        |             | 30 juny 2015 | 17 juny 2019 |
| Conselleria de Sanitat Universal i Salut Pública                                |  | Carmen Montón Giménez          |             | 30 juny 2015 | 6 juny 2018  |
| Conselleria de Sanitat Universal i Salut Pública                                |  | Ana Barceló Chico              | 6 juny 2018 | 17 juny 2019 |              |
| Conselleria d'Educació, Investigació,Cultura i Esports                          |  | Vicent Marzà i Ibáñez          |             | 30 juny 2015 | 17 juny 2019 |
| Conselleria de Justícia, Reformes Democràtiques i Llibertats Públiques          |  | Gabriela Bravo Sanestanislao   | Independent | 30 juny 2015 | 17 juny 2019 |
| Conselleria de Transparència, Responsabilitat Social, Participació i Cooperació |  | Manuel Francisco Alcaraz Ramos |             | 30 juny 2015 | 17 juny 2019 |
| Conselleria d'Habitatge, Obres Públiques i Vertebració del Territori            |  | María José Salvador Rubert     |             | 30 juny 2015 | 17 juny 2019 |
| Conselleria d'Agricultura, Medi Ambient, Canvi Climàtic i Desenvolupament Rural |  | Elena Cebrián Calvo            | Independent | 30 juny 2015 | 17 juny 2019 |
| Font: Generalitat Valenciana                                                    |  |                                |             |              |              |

## Cronologia

### Acord del Botànic

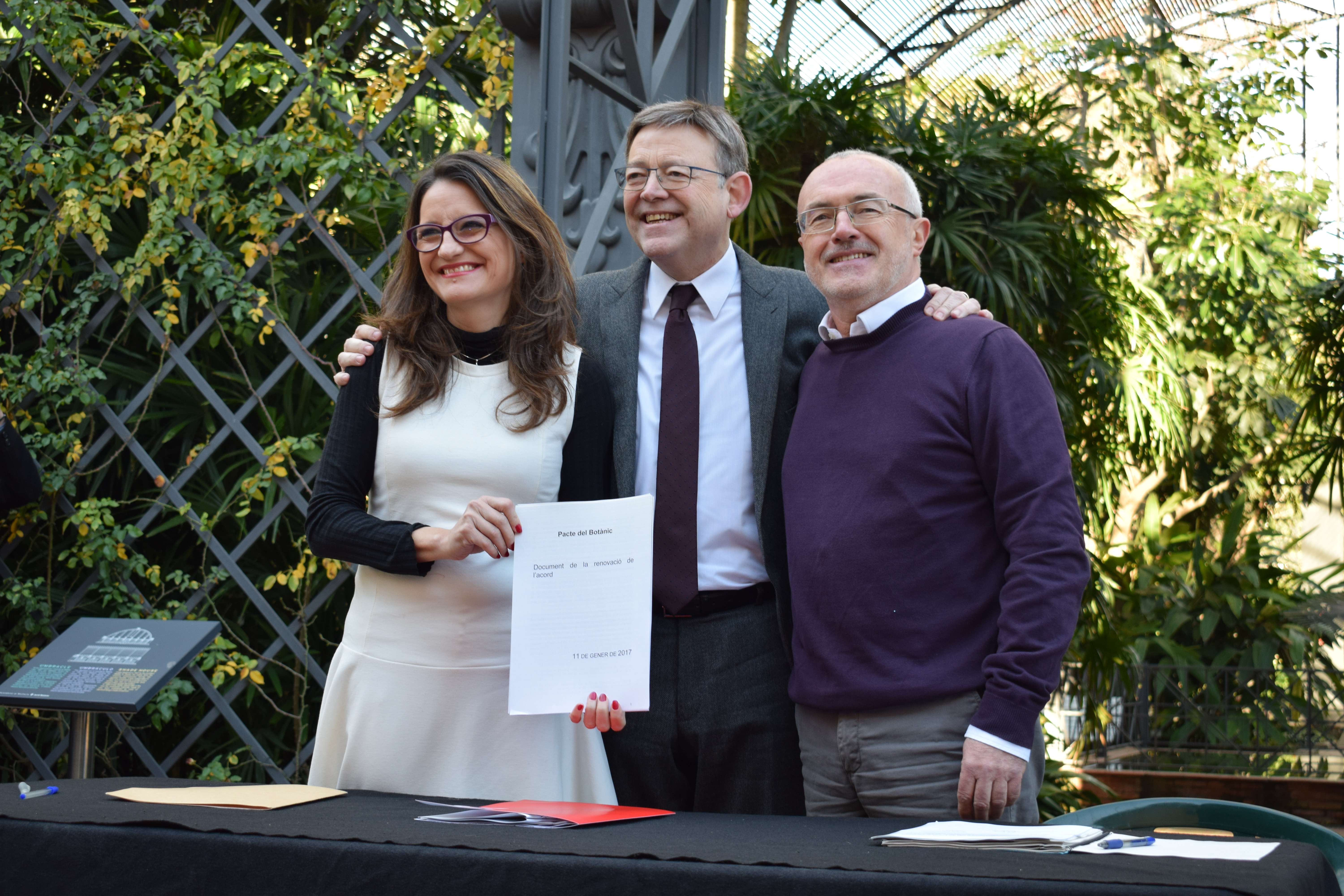
Signatura de la renovació de l'Acord del Botànic entre Mónica Oltra (dreta), Ximo Puig (centre) i Antonio Montiel (esquerra)

L'11 de juny de 2015, el mateix dia de la constitució de les Corts Valencianes, les tres forces d'esquerra amb representació després de les eleccions a les Corts del 24 de maig: PSPV-PSOE, Compromís i Podem, signen l'Acord del Botànic un document programàtic amb cinc eixos bàsics per al nou govern valencià després de setmanes de negociacions. Un primer acord que donà pas a les negociacions per a la composició del Consell de la Generalitat Valenciana. L'endemà la líder de Compromís Mónica Oltra renuncia a la presidència i proposa un govern amb Ximo Puig com a president, Oltra com a vicepresidenta i 10 conselleries repartides entre PSPV i Compromís. El nou cap del Consell és investit el 25 de juny. Cinc dies més tard pren possessió el nou govern, amb Puig president, Oltra vicepresidenta, quatre consellers a proposta del PSPV i quatre a proposta de Compromís. Podem restaria fora del Consell donant suport parlamentari.
Dos anys més tard, el 12 de gener de 2017, els tres partits renovaren l'acord amb l'inclusió de 201 mesures centrades en la millora de l'economia valenciana. L'escenari triat per a la rúbrica de la renovació va ser el mateix que el del primer acord: el Jardí Botànic de València.

### Comissió d'investigació sobre l'accident de metro de 2006
De les primeres decisions que prenen les Corts Valencianes és la reobertura de la comissió especial d'investigació sobre l'accident del metro de València del 2006, en el qual varen morir 43 persones. L'acord parlamentari es signà el 3 de juliol de 2015, 9 anys després de l'accident amb els vots a favor del PSPV, Compromís, Ciutadans i Podem, i en contra del PP que governava la Generalitat en aquell moment.
La comissió va concloure un any més tard que la Línia 1 de Metrovalència no era segura i assenyalà com a responsables polítics del sinistre l'expresident de la Generalitat Francisco Camps i l'exconseller Juan Cotino, l'exvicepresident Víctor Campos, l'ex director general de Transports Vicente Dómine i l'exportaveu del PP a Les Corts Serafín Castellano. En l'àmbit de l'empresa pública Ferrocarrils de la Generalitat Valenciana (FGV) s'apunta a diversos exdirectius, entre ells la exgerent Marisa Gràcia, mentre que en RTVV responsabilitzen al llavors director general, Pedro García, i el director d'Informatius de Canal 9 al moment del sinistre, Lluís Motes.

### Reversió del model sanitari valencià

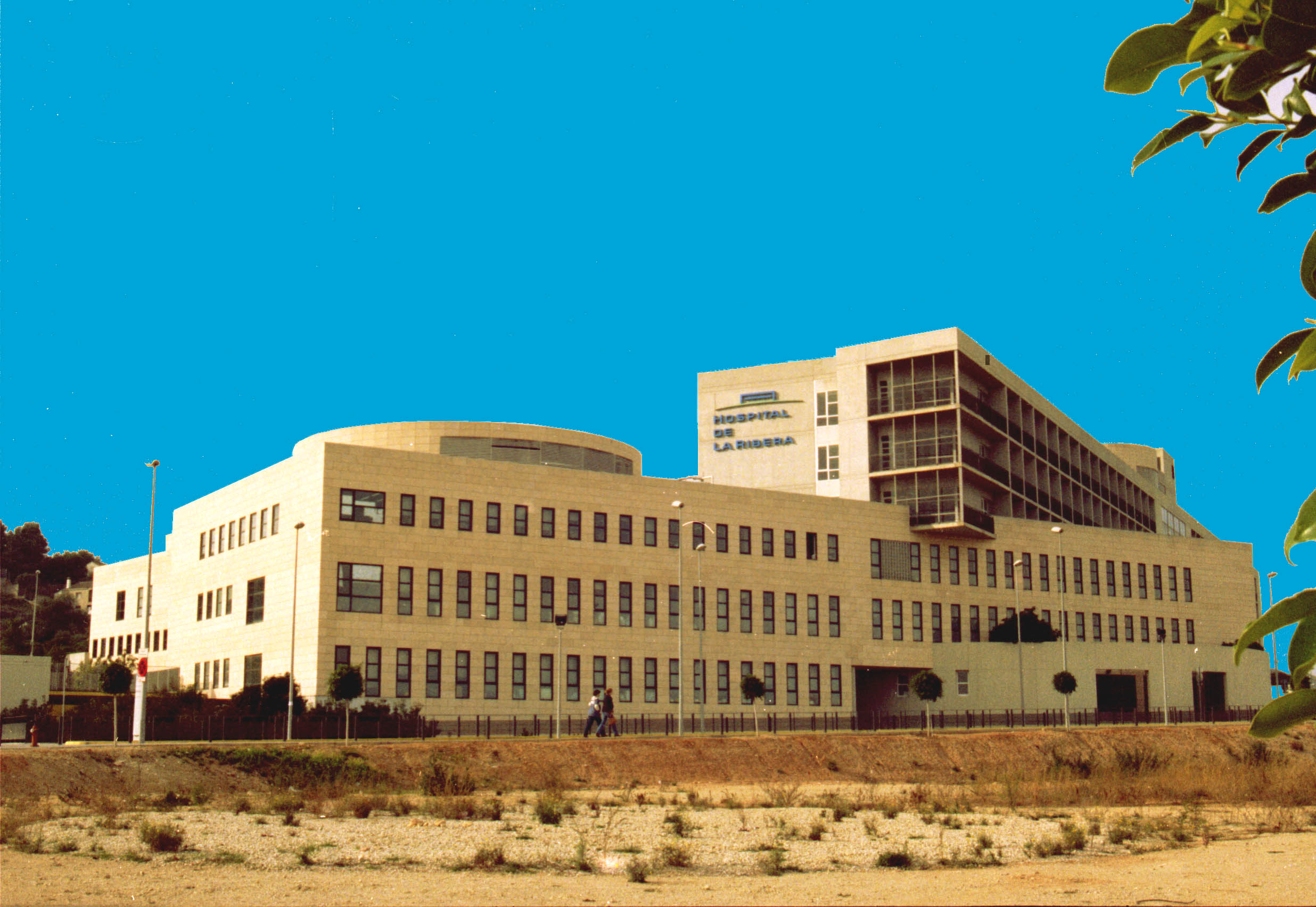
Hospital de la Ribera (Alzira)

El conegut com "Model Alzira" per a la construcció pública i gestió privada dels hospitals valencianas que va impulsar el PP mentre estava al front de la Generalitat, es va revertir parcialment durant la legislatura segons allò pactat a l'Acord del Botànic per a la “Recuperació del sistema sanitari públic”.
La primera reversió es va concretar l'1 d'abril de 2018 a l'Hospital de la Ribera, i es va preveure seguir el procés de reversió d'hospitals cap a la gestió pública amb els hospitals de Torrevella, que té la concessió fins al 2021; Dénia, fins al 2023; al de Manises, fins al 2024, i al del Vinalopó-Elx, fins al 2025.

### Reobertura de la televisió pública
El 29 d'octubre de 2015, les Corts Valencianes inicien el procés per recuperar la ràdio i televisió públiques amb la pressa en consideració de la proposició de llei de restabliment del servei. Al desembre s'inicien els treballs de la comissió que ha d'elaborar nova llei i el 22 de desembre es deroga la llei del tancament de l'antiga RTVV, el 29 de desembre s'aprova la Llei 12/2015 per a la recuperació del servei públic de radiodifusió i televisió i el 14 de juliol de 2016 les Corts aproven amb 64 vots a favor —PSPV-PSOE, Compromís, Podem i Ciutadans— i 26 abstencions —PPCV— la proposició de llei d'obertura de la Corporació Valenciana de Mitjans de Comunicació. Encara faltarien dos anys per a l'inici de les emissions regulars de la televisió, el 10 de juny de 2018, tot i que sis mesos abans ho feu la ràdio, amb la nova marca À Punt.

### Llei de la funció social de l'habitatge
La Llei 2/2017, de 3 de febrer, per la funció social de l'habitatge fou aprovada amb els vots de PSPV-PSOE, Compromís i Podem, i l'oposició de PP i Ciutadans. Una llei que pretenia s'eviten els desnonaments d'habitatges i que el govern espanyol de Mariano Rajoy (PP) va recórrer al Tribunal Constitucional per tombar una quantiat d'articles de la llei (23 articles de 37). El recurs suposà el cancel·lament cautelar durant 6 mesos fins que el Tribunal de Garanties anuncià l'alçament del cancel·lament el 28 de març de 2018.

### Llei d'igualtat LGTBI
La Llei 23/2018, de 29 de novembre, d'igualtat de les persones LGTBI va ser aprovada per les Corts Valencianes el 21 de novembre de 2018, amb el suport de tots els partits excepte el PPCV, que es va abstindre. Esta llei estableix mesures en l'àmbit educatiu, sanitari, laboral i de l'atenció social, destacant la prohibició de les teràpies de conversió. Fou considerada la més avançada de l'Estat espanyol.

### El nou model de Serveis Socials i la Renda Valenciana d'Inclusió
L'aprovació de la llei 19/2017, de 20 de desembre que estableix una nova renda mínima en l'àmbit del País Valencià impulsa un nou model de prestacions socials. A més a més aposta pels serveis municipals com a prestataris de l'ajuda.
El 2019 s'aprovà la nova llei de Serveis Socials Inclusius que considerava els serveis socials com essencials i d'interés general posant-los al mateix nivell que l'educació i la sanitat, tenint la garantia de destinació pressupostària. La norma regulava "tant l'atenció primària com la de caràcter residencial i inclou la creació de l'Institut Valencià de Formació, Qualitat i Recerca en Serveis Socials per a promoure la qualitat en els serveis, prestacions i recursos humans de la xarxa pública".

### Llei de plurilingüisme
Les Corts Valencianes aproven la Llei 4/2018, de 21 de febrer, per la qual es regula i promou el plurilingüisme en el sistema educatiu valencià amb el PP i Ciutadans en contra. La llei fixa un mínim del 25% d'hores lectives en castellà i valencià, i d'entre el 15% i el 25% per a l'anglès. La nova norma s'aprovà en substitució del decret de plurilingüisme que el Consell va aprovar un any enrere i finalment va derogar després que el Tribunal Superior de Justícia de la Comunitat Valenciana el suspengués.
El model va comptar amb el rebuig d'una part del professorat que va veure com un retrocés de l'ensenyament en català al País Valencià. El conseller Marzà i Compromís varen admetre "que no és la llei que haurien fet, però és una proposta equilibrada i consensuada que conjuga el marc legal amb l'opinió de la comunitat educativa."

### Protecció de l'Horta de València
La llei que protegeix l'Horta de València va ser aprovada el 22 de febrer de 2018 amb els vots a favor dels partits del Botànic i la contra de PP i CIutadans. Una llei aprovada vora 17 anys després de la massiva petició, avalada per 118.000 signatures i tramitada com a Iniciativa Legislativa Popular (la primera en territori valencià), que va ser rebutjada pel PP i ni tan sols va anar a debat parlamentari l'any 2001.
La Llei contempla el futur Pla d’Acció Territorial d’Ordenació i Dinamització de l’Horta, la necessària aprovació del Pla de Desenvolupament Agrari i la consegüent creació del Consell de l’Horta de València, ens gestor que haurà de garantir la pervivència i l'estimulació de les activitats productives agràries.

### Pla d'Acció Territorial de la Infraestructura Verda del Litoral
El Pla d'Acció Territorial de la Infraestructura Verda del Litoral fou aprovat el 4 de maig del 2018, però el Tribunal Superior de Justícia de la Comunitat Valenciana va tombar-lo l'11 de febrer del 2021, una sentència revocada pel Tribunal Suprem d'Espanya el maig de 2022.

### Dissolució i convocatòria anticipada d'eleccions
El president de la Generalitat Valenciana, Ximo Puig, dissol les Corts i convoca eleccions al parlament valencià el 28 d’abril de 2019. Puig s'avança així a la convocatòria prevista per al 26 de maig i fa coincidir els comicis amb les eleccions generals espanyoles. La decisió, que per primera vegada deslligava les eleccions valencianes del calendari electoral d'altres autonomies espanyoles, va rebre les crítiques del seu soci de govern que van escenificar el desacord amb l'abandonament per part dels consellers de Compromís de la reunió de govern on s'anuncià la decisió.